# Volley Bergamo 2012-2013
Questa voce raccoglie le informazioni riguardanti il Volley Bergamo nelle competizioni ufficiali della stagione 2012-2013.

## Stagione
La stagione 2012-13 è per il Volley Bergamo, sponsorizzata dal marchio Foppapedretti, la diciannovesima consecutiva in Serie A1; complice anche la crisi economica, la squadra viene completamente rifondata, con le uniche conferme di Chiara Di Iulio, Valentina Diouf ed Enrica Merlo: sulla panchina viene chiamato Stefano Lavarini, mentre tra gli acquisti ci sono quelli delle serbe Jelena Blagojević e Sara Klisura, delle statunitensi Blair Brown e Alexis Crimes, della palleggiatrice tedesca Kathleen Weiß ed il ritorno dal prestito di Marina Zambelli.
Il campionato si apre con una sconfitta al tie-break contro il Chieri Torino Volley Club, per poi iniziare una serie di vittorie consecutive, ben otto, che coprono tutto il girone d'andata: tuttavia, alcune partite terminate al quinto set portano la squadra a classificarsi al terzo posto, utile comunque per qualificarsi alla Coppa Italia. Il girone di ritorno è più incerto rispetto a quello di andata, con un maggior numero di sconfitte, ma il club riesce a concludere la regular season al terzo posto; nei quarti di finale dei play-off scudetto le orobiche affrontano il Chieri Torino VC: dopo aver vinto gara 1 e perso gara 2, riesco a superare il turno grazie alla rimonta in gara 3, dopo essere state sotto due set a zero; nelle semifinali la sfida è contro il River Volley Piacenza, il quale vince entrambe le partite utili per qualificarsi alla finale.
Il terzo posto in classifica generale al termine del girone d'andata permette al Volley Bergamo di disputare la Coppa Italia: nei quarti di finale gioca contro il Robursport Volley Pesaro, che viene superato sia nella gara d'andata che in quella di ritorno, mentre in semifinale viene sconfitto dalla squadra di Piacenza e quindi eliminata dalla competizione.

## Organigramma societario
Area direttiva
- Presidente: Luciano Bonetti
- Vicepresidente: Enrica Foppa Pedretti, Natale Forlani
- Direttore generale: Giovanni Panzetti

Area organizzativa
- Segreteria amministrativa: Francesca Sasselli

Area tecnica
- Allenatore: Stefano Lavarini
- Allenatore in seconda: Simone Angelini
- Scout man: Gianni Bonacina
- Video man: Andrea Biasioli
- Responsabile settore giovanile: Luigi Sana

Area comunicazione
- Ufficio stampa: Giorgia Marchesi
- Responsabile pubbliche relazioni: Andrea Veneziani
- Responsabile rapporto istituzioni: Patrizio Ginelli

Area marketing
- Responsabile ufficio marketing: Stefano Calvo

Area sanitaria
- Medico: Attilio Bernini, Fabrizio Carol
- Preparatore atletico: Danilo Bramard
- Fisioterapista: Giuseppe Ferrenti
- Osteopata: Luca Gastoldi

## Rosa
| N° | Nome              | Ruolo | Data di nascita  | Nazionalità sportiva |
| -- | ----------------- | ----- | ---------------- | -------------------- |
| 1  | Sara Klisura      | S     | 15 luglio 1992   | Serbia               |
| 3  | Eleonora Bruno    | L     | 15 aprile 1994   | Italia               |
| 4  | Alexis Crimes     | C     | 12 giugno 1986   | Stati Uniti          |
| 5  | Blair Brown       | S/O   | 5 marzo 1988     | Stati Uniti          |
| 6  | Kathleen Weiß     | P     | 2 febbraio 1984  | Germania             |
| 7  | Jelena Blagojević | S     | 1º dicembre 1988 | Serbia               |
| 8  | Enrica Merlo      | L     | 28 dicembre 1988 | Italia               |
| 9  | Chiara Di Iulio   | S     | 5 maggio 1985    | Italia               |
| 10 | Francesca Devetag | C     | 13 novembre 1986 | Italia               |
| 13 | Valentina Diouf   | S/O   | 10 gennaio 1993  | Italia               |
| 15 | Martina Balboni   | P     | 29 gennaio 1991  | Italia               |
| 18 | Marina Zambelli   | C     | 1º gennaio 1990  | Italia               |

## Mercato
| Acquisti | Acquisti          | Acquisti              | Acquisti      |
| R.       | Nome              | da                    | Modalità      |
| -------- | ----------------- | --------------------- | ------------- |
| P        | Martina Balboni   | Villanterio           | definitivo    |
| S        | Jelena Blagojević | Robur Tiboni Urbino   | definitivo    |
| S/O      | Blair Brown       | Valencianas de Juncos | definitivo    |
| L        | Eleonora Bruno    | Club Italia           | definitivo    |
| C        | Alexis Crimes     | BKS                   | definitivo    |
| C        | Francesca Devetag | Crema                 | definitivo    |
| S        | Sara Klisura      | Vizura                | definitivo    |
| P        | Kathleen Weiß     | Chieri                | definitivo    |
| C        | Marina Zambelli   | Santa Croce           | fine prestito |

| Cessioni | Cessioni             | Cessioni          | Cessioni   |
| R.       | Nome                 | a                 | Modalità   |
| -------- | -------------------- | ----------------- | ---------- |
| C        | Valentina Arrighetti | Busto Arsizio     | definitivo |
| S        | Angela Gabbiadini    | Antares           | definitivo |
| C        | Iuliana Nucu         | Crema             | definitivo |
| S        | Francesca Piccinini  | Chieri Torino     | definitivo |
| S/O      | Annamaria Quaranta   | -                 | ritirata   |
| C        | Hristina Ruseva      | Telekom Baku      | definitivo |
| P        | Noemi Signorile      | Robursport Pesaro | definitivo |
| P        | Valentina Serena     | Muszyna           | definitivo |
| S        | Elica Vasileva       | Campinas          | definitivo |

## Risultati

### Serie A1

#### Girone di andata
| 1ª giornata - 21 ottobre 2012 PalaRuffini, Torino             | Chieri Torino     | 3 - 2 | Bergamo             | 25-20, 14-25, 19-25, 25-21, 20-18 |
| 2ª giornata - 28 ottobre 2012 PalaNorda, Bergamo              | Bergamo           | 3 - 2 | Busto Arsizio       | 25-19, 20-25, 25-22, 20-25, 15-13 |
| 3ª giornata - 4 novembre 2012 PalaBanca, Piacenza             | River             | 2 - 3 | Bergamo             | 25-20, 19-25, 26-24, 22-25, 10-15 |
| 4ª giornata - 11 novembre 2012 PalaNorda, Bergamo             | Bergamo           | 3 - 2 | Robur Tiboni Urbino | 22-25, 25-16, 20-25, 25-22, 15-11 |
| 5ª giornata - 18 novembre 2012 PalaDozza, Forlì               | Forlì Bologna     | 0 - 3 | Bergamo             | 22-25, 21-25, 15-25               |
| 6ª giornata - 23 novembre 2012 PalaCampanara, Pesaro          | Robursport Pesaro | 1 - 3 | Bergamo             | 21-25, 25-21, 20-25, 18-25        |
| 8ª giornata - 9 dicembre 2012 Palazzetto dello Sport, Giaveno | Cuatto Giaveno    | 0 - 3 | Bergamo             | 21-25, 20-25, 19-25               |
| 9ª giornata - 16 dicembre 2012 PalaNorda, Bergamo             | Bergamo           | 3 - 1 | Imoco               | 26-24, 23-25, 25-18, 25-21        |
| 11ª giornata - 26 dicembre 2012 PalaNorda, Bergamo            | Bergamo           | 3 - 2 | Villa Cortese       | 23-25, 25-19, 25-20, 20-25, 15-13 |

#### Girone di ritorno
| 12ª giornata - 5 gennaio 2013 PalaNorda, Bergamo          | Bergamo             | 2 - 3 | Chieri Torino     | 25-14, 26-28, 22-25, 25-12, 12-15 |
| 13ª giornata - 20 gennaio 2013 PalaYamamay, Busto Arsizio | Busto Arsizio       | 3 - 1 | Bergamo           | 25-14, 22-25, 25-16, 25-19        |
| 14ª giornata - 2 febbraio 2013 PalaNorda, Bergamo         | Bergamo             | 1 - 3 | River             | 21-25, 25-22, 24-26, 22-25        |
| 15ª giornata - 10 febbraio 2013 PalaMondolce, Urbino      | Robur Tiboni Urbino | 0 - 3 | Bergamo           | 16-25, 17-25, 23-25               |
| 16ª giornata - 17 febbraio 2013 PalaNorda, Bergamo        | Bergamo             | 3 - 2 | Forlì Bologna     | 18-25, 23-25, 25-23, 25-22, 15-8  |
| 17ª giornata - 24 febbraio 2013 PalaNorda, Bergamo        | Bergamo             | 3 - 0 | Robursport Pesaro | 25-21, 28-26, 25-22               |
| 19ª giornata - 9 marzo 2013 PalaNorda, Bergamo            | Bergamo             | 2 - 3 | Cuatto Giaveno    | 26-28, 25-15, 25-16, 25-27, 14-16 |
| 20ª giornata - 24 marzo 2013 PalaVerde, Villorba          | Imoco               | 3 - 0 | Bergamo           | 25-21, 25-16, 25-20               |
| 22ª giornata - 6 aprile 2013 PalaBorsani, Castellanza     | Villa Cortese       | 3 - 1 | Bergamo           | 25-22, 17-25, 25-19, 25-19        |

#### Play-off scudetto
| Quarti di finale (gara 1) - 16 aprile 2013 PalaNorda, Bergamo  | Bergamo       | 3 - 1 | Chieri Torino | 25-19, 21-25, 25-22, 25-21        |
| Quarti di finale (gara 2) - 19 aprile 2013 PalaRuffini, Torino | Chieri Torino | 3 - 1 | Bergamo       | 25-19, 30-28, 19-25, 25-23        |
| Quarti di finale (gara 3) - 22 aprile 2013 PalaNorda, Bergamo  | Bergamo       | 3 - 2 | Chieri Torino | 21-25, 22-25, 25-22, 25-22, 15-11 |
| Semifinali (gara 1) - 26 aprile 2013 PalaBanca, Piacenza       | River         | 3 - 2 | Bergamo       | 25-15, 25-23, 22-25, 21-25, 16-14 |
| Semifinali (gara 2) - 29 aprile 2013 PalaNorda, Bergamo        | Bergamo       | 0 - 3 | River         | 20-25, 20-25, 15-25               |

### Coppa Italia

#### Fase ad eliminazione diretta
| Quarti di finale (andata) - 9 gennaio 2013 PalaCampanara, Pesaro | Robursport Pesaro | 0 - 3 | Bergamo           | 17-25, 17-25, 24-26        |
| Quarti di finale (ritorno) - 13 gennaio 2013 PalaNorda, Bergamo  | Bergamo           | 3 - 1 | Robursport Pesaro | 25-20, 19-25, 25-18, 25-19 |
| Semifinali - 16 marzo 2013 PalaWhirlpool, Varese                 | Bergamo           | 1 - 3 | River             | 19-25, 25-19, 14-25, 19-25 |

## Statistiche

### Statistiche di squadra
| Competizione | Punti | In casa | In casa | In casa | In trasferta | In trasferta | In trasferta | Totale | Totale | Totale |
| Competizione | Punti | G       | V       | P       | G            | V            | P            | G      | V      | P      |
| ------------ | ----- | ------- | ------- | ------- | ------------ | ------------ | ------------ | ------ | ------ | ------ |
| Serie A1     | 31    | 12      | 8       | 4       | 11           | 5            | 6            | 23     | 13     | 10     |
| Coppa Italia | -     | 1       | 1       | 0       | 1            | 1            | 0            | 3      | 2      | 1      |
| Totale       | -     | 13      | 9       | 4       | 12           | 6            | 6            | 26     | 15     | 11     |

G = partite giocate; V = partite vinte; P = partite perse

### Statistiche dei giocatori
| Giocatore     | Serie A1 | Serie A1 | Serie A1 | Serie A1 | Serie A1 | Coppa Italia | Coppa Italia | Coppa Italia | Coppa Italia | Coppa Italia | Totale | Totale | Totale | Totale | Totale |
| Giocatore     | P        | PT       | AV       | MV       | BV       | P            | PT           | AV           | MV           | BV           | P      | PT     | AV     | MV     | BV     |
| ------------- | -------- | -------- | -------- | -------- | -------- | ------------ | ------------ | ------------ | ------------ | ------------ | ------ | ------ | ------ | ------ | ------ |
| M. Balboni    | 14       | 2        | 1        | 1        | 0        | 3            | 1            | 0            | 0            | 1            | 17     | 3      | 1      | 1      | 1      |
| J. Blagojević | 23       | 227      | 195      | 23       | 9        | 3            | 24           | 22           | 1            | 1            | 26     | 251    | 217    | 24     | 10     |
| B. Brown      | 21       | 176      | 147      | 24       | 5        | 3            | 17           | 14           | 3            | 0            | 24     | 193    | 161    | 27     | 5      |
| E. Bruno      | 12       | -        | -        | -        | -        | 3            | -            | -            | -            | -            | 15     | -      | -      | -      | -      |
| A. Crimes     | 22       | 231      | 186      | 39       | 6        | 3            | 19           | 15           | 4            | 0            | 25     | 250    | 201    | 43     | 6      |
| F. Devetag    | 17       | 102      | 56       | 45       | 1        | 2            | 15           | 8            | 7            | 0            | 19     | 117    | 64     | 52     | 1      |
| C. Di Iulio   | 22       | 374      | 316      | 41       | 17       | 3            | 42           | 32           | 7            | 3            | 25     | 416    | 348    | 48     | 20     |
| V. Diouf      | 20       | 340      | 289      | 43       | 8        | 2            | 34           | 29           | 5            | 0            | 22     | 374    | 318    | 48     | 8      |
| S. Klisura    | 13       | 48       | 41       | 3        | 4        | 3            | 17           | 15           | 2            | 0            | 16     | 65     | 56     | 5      | 4      |
| E. Merlo      | 23       | 1        | 1        | -        | -        | 3            | -            | -            | -            | -            | 26     | 1      | 1      | -      | -      |
| K. Weiß       | 23       | 43       | 31       | 5        | 7        | 3            | 3            | 2            | 0            | 1            | 26     | 46     | 33     | 5      | 8      |
| M. Zambelli   | 21       | 95       | 73       | 20       | 2        | 2            | 12           | 11           | 1            | 0            | 23     | 107    | 84     | 21     | 2      |

P = presenze; PT = punti totali; AV = attacchi vincenti; MV = muri vincenti; BV = battute vincenti